# Corferias
Koordinaten: 4° 37′ 47,1″ N, 74° 5′ 24,6″ W
Corporación de Ferias y Exposiciones S.A. (spanisch Abkürzung Corferias) ist ein Messegelände im Zentrum von Bogotá sowie der Name einer privaten Messegesellschaft, die sich der Förderung der industriellen, sozialen, kulturellen und wirtschaftlichen Entwicklung in der Anden und in der Mittelamerika- und Karibikregion widmet. Sein Hauptaktionär ist die Cámara de Comercio de Bogotá, die Handelskammer von Bogotá, eine Körperschaft, die die Interessen der Wirtschaft und der Gesellschaft im Allgemeinen verfolgt.
Corferias organisiert und unterstützt Messen, Ausstellungen, Veranstaltungen und Tagungen Kolumbiens und der übrigen Welt. Mit einer überdachten Ausstellungsfläche von 64.883 Quadratmetern zählt es zu den größten Lateinamerikas. Es gibt insgesamt sechs Pavillons mit unterschiedlichen Aufnahmekapazitäten. Im Jahr 2017 fanden insgesamt 38 Messen statt.

## Entwicklung
Corferias wurde 1954 durch das Ministerio de Fomento de Colombia und die Asociación Colombiana de Pequeñas y Medianas Industrias (ACOPI) gegründet; es wurde anfangs von Jorge Reyes Gutiérrez geleitet. Im selben Jahr fand die erste Messe statt, die Feria de Exposición Internacional, die später zur Feria Internacional de Bogotá wurde. Als ACOPI 1955 Anteile an das Instituto de Fomento Industrial (IFI) verkaufte, wurde Corferias in eine Aktiengesellschaft umgewandelt.
Eine im Oktober 2014 geschlossene Partnerschaft der Koelnmesse mit der Messegesellschaft Corferias zielt darauf,  ab 2017 die Verpackungstechnologiemesse Andina-Pack zu organisieren, die bisher von der Messegesellschaft Pafyc Ltd. veranstaltet wurde. Veranstaltungsort bleibt das Messegelände von Corferias in Bogotá. Die Andina-Pack ist nach der Ernährungsmesse Alimentec das zweite gemeinsame Messeprojekt von Koelnmesse und Corferias.